# La Panoramica
La Panoramica è un'azienda privata che opera nel campo del trasporto pubblico locale e noleggio di rimessa di autobus turistici. Nella città di Chieti, dove l'azienda ha sede, La Panoramica ha l’esercizio di  una rete di diciannove linee urbane, tra le quali il filobus di Chieti.

## Storia
L'azienda venne fondata il 1º agosto 1948 a San Giovanni Teatino da Luigi Ferragalli, che si avvalse della collaborazione dei fratelli Fausto e Carmine Chiacchiaretta. Nel 1963 questi ultimi subentrarono nella proprietà.

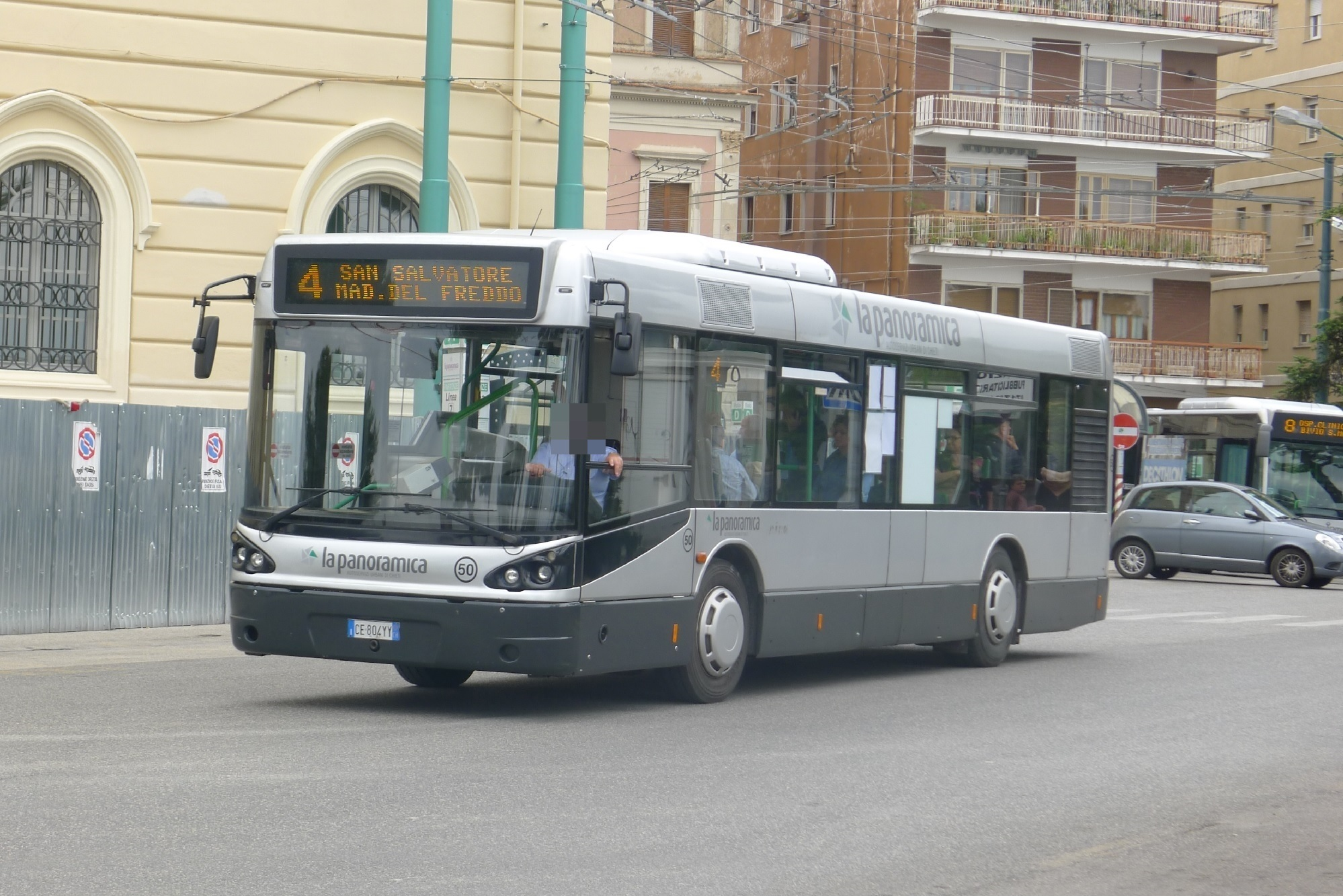
Autobus de La Panoramica

All'iniziale attività di trasporto di linea si affiancò quella delle gite turistiche, che nel periodo del dopoguerra incrementò in maniera sensibile grazie all'organizzazione di pellegrinaggi. La Panoramica visse un periodo di costante espansione fino al 1973, quando fu acquisita la concessione per il trasporto urbano nella città di Chieti, che rappresentò per l'azienda un significativo momento di crescita. Agli inizi degli anni 1980 La Panoramica acquisì la società Satam e con essa la concessione dell'autolinea Pescara-Napoli, ed avviò contestualmente un'attività di vero e proprio operatore turistico, andando a costituire l'attuale holding a cui fanno capo diverse imprese.Nel 1985 fu acquisito l'esercizio della filovia di Chieti, precedentemente gestito dalla Ferrovie Adriatico Appennino.

## La filovia
La filovia di Chieti fu inaugurata nel 1950 a cura della Società per le Ferrovie Adriatico Appennino. Rilevata nel 1985 da La Panoramica, l'impianto venne fermato nel 1993, essendo lo stesso stato dichiarato pericolante. L'esercizio regolare riprese solo nel 2013 con l'arrivo di cinque VanHool New A330T.